# Юніон-Сіті (Пенсільванія)
Юніон-Сіті (англ. Union City) — місто (англ. borough) в США, в окрузі Ері штату Пенсільванія. Населення — 2927 осіб (2020).

## Географія
Юніон-Сіті розташований за координатами 41°53′52″ пн. ш. 79°50′36″ зх. д. / 41.89778° пн. ш. 79.84333° зх. д. (41.897664, -79.843218).  За даними Бюро перепису населення США в 2010 році місто мало площу 4,81 км², з яких 4,74 км² — суходіл та 0,07 км² — водойми.

## Демографія
Згідно з переписом 2010 року, у селищі мешкало 3320 осіб у 1296 домогосподарствах у складі 861 родини. Густота населення становила 691 особа/км².  Було 1402 помешкання (292/км²).
Расовий склад населення:
| - 97,7 % — білих - 0,5 % — азіатів - 0,4 % — чорних або афроамериканців - 0,2 % — корінних американців |

До двох чи більше рас належало 1,2 %. Частка іспаномовних становила 1,6 % від усіх жителів.
За віковим діапазоном населення розподілялося таким чином: 28,4 % — особи молодші 18 років, 58,6 % — особи у віці 18—64 років, 13,0 % — особи у віці 65 років та старші. Медіана віку мешканця становила 34,7 року. На 100 осіб жіночої статі у селищі припадало 91,4 чоловіків;  на 100 жінок у віці від 18 років та старших — 85,6 чоловіків також старших 18 років.
Середній дохід на одне домашнє господарство  становив 45 051 долар США (медіана — 38 300), а середній дохід на одну сім'ю — 55 550 доларів (медіана — 52 719). Медіана доходів становила 35 588 доларів для чоловіків та 25 387 доларів для жінок. За межею бідності перебувало 17,4 % осіб, у тому числі 26,4 % дітей у віці до 18 років та 10,1 % осіб у віці 65 років та старших.
Цивільне працевлаштоване населення становило 1435 осіб. Основні галузі зайнятості: виробництво — 23,9 %, освіта, охорона здоров'я та соціальна допомога — 17,3 %, роздрібна торгівля — 12,7 %, мистецтво, розваги та відпочинок — 11,1 %.